# HMS Orpheus (S11)
Pour les autres navires du même nom, voir HMS Orpheus.
Le HMS Orpheus (pennant number : S11) est un sous-marin britannique de classe Oberon de la Royal Navy.

## Conception
La classe Oberon était une suite directe de la classe Porpoise, avec les mêmes dimensions et la même conception externe, mais des mises à jour de l'équipement et des accessoires internes, et une qualité d'acier supérieure utilisée pour la fabrication de la coque pressurisée.
Conçus pour le service britannique, les sous-marins de classe Oberon mesuraient 241 pieds (73 m) de longueur entre perpendiculaires et 295,2 pieds (90 m) de longueur hors-tout, avec un maître-bau de 26,5 pieds (8,1 m) et un tirant d'eau de 18 pieds (5,5 m). Le déplacement standard était de 1 610 tonnes ; à pleine charge, il était de 2 030 tonnes en surface et 2 410 tonnes en immersion. Les machines de propulsion comprenaient 2 générateurs diesel Admiralty Standard Range 16 VTS et deux moteurs électriques de 3000 chevaux-vapeur (2 200 kW), chacun entraînant une hélice tripale de 7 pieds (2,1 m) de diamètre allant jusqu'à 400 tours par minute. La vitesse maximale était de 17 nœuds (31 km/h) en immersion et de 12 nœuds (22 km/h) en surface. Huit tubes lance-torpilles de 21 pouces (533 mm) de diamètre étaient installés, six tournés vers l'avant, deux vers l'arrière, avec une dotation totale de 24 torpilles. Les bateaux étaient équipés de sonars de type 186 et de type 187 et d'un radar de recherche de surface en bande I. L'effectif standard était de 68 hommes, 6 officiers et 62 marins.
Contrairement aux autres membres de sa classe, qui avaient un kiosque en plastique renforcé de fibres de verre, le kiosque du Orpheus était en alliage d’aluminium.

## Engagements
Le HMS Orpheus fut construit par Vickers-Armstrongs. Sa quille fut posée le 16 avril 1959 et il fut lancé le 17 novembre 1959. Il est mis en service dans la Royal Navy le 25 novembre 1960.
Au milieu de l’année 1964, le HMS Orpheus rejoint la 3e flottille sous-marine basée à Faslane. En juin 1965, au large de Malte, il effectue des essais d’évacuation sous-marine, avec une ascension libre record de 500 pieds (150 m). Ses autres tâches comprenaient la formation des équipages canadiens et australiens pour les sous-marins de classe Oberon qui étaient en construction pour ces pays. Le 15 février 1967, le HMS Orpheus entre en collision avec son sister-ship HMS Opportune par mauvais temps et dans l’obscurité au large du port de Portsmouth. Une cour martiale a par la suite infligé une réprimande au commandant du Orpheus.
Le HMS Orpheus a participé en 1977 à la Revue de la flotte au large de Spithead pour le Jubilé d'argent de la reine, alors qu’il faisait partie de la flottille sous-marine.
Il est passé en service portuaire en 1987, et a été démantelé en 1994.